# Schloss Le Champ-de-Bataille

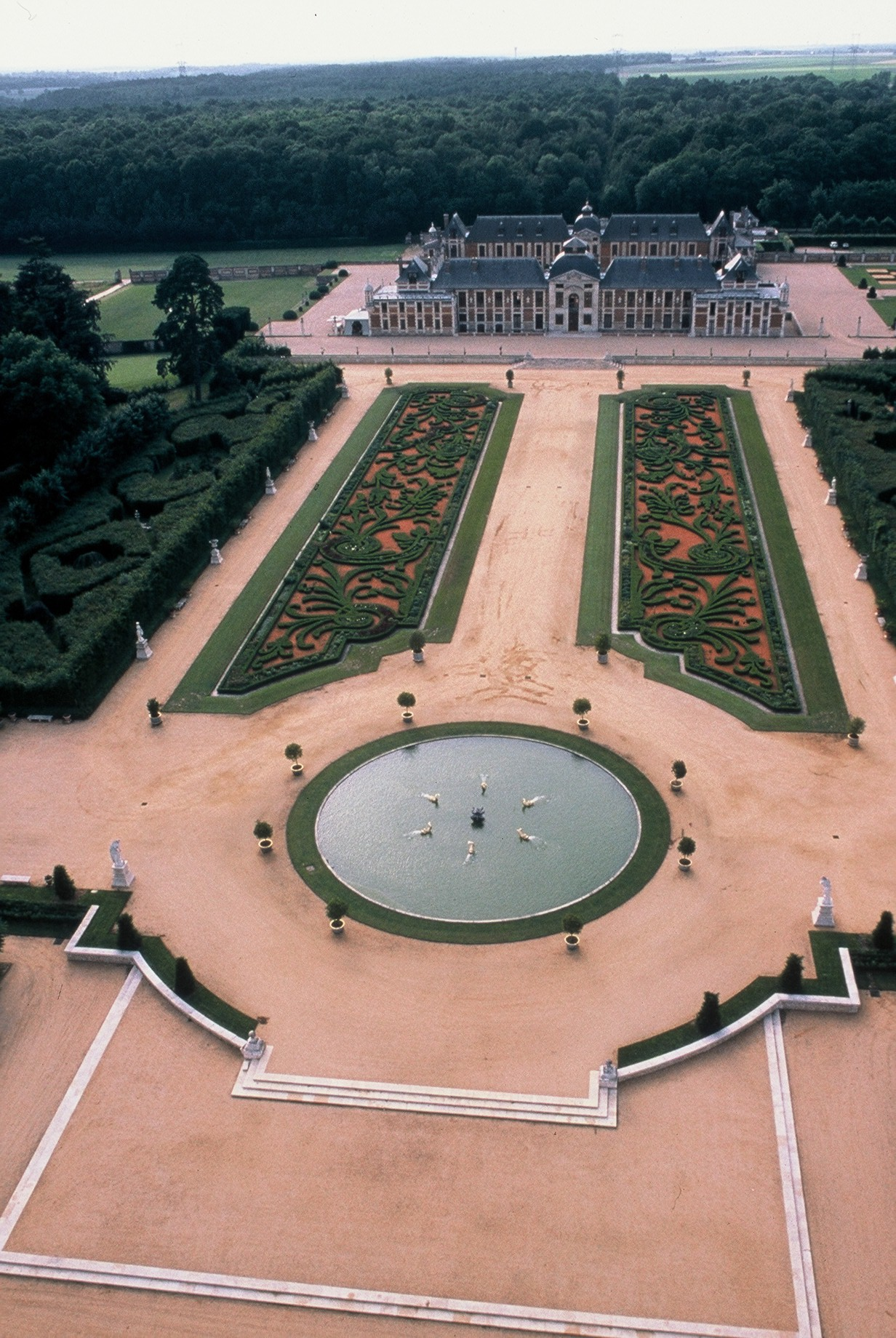
Luftbild des Schlosses Le Champ-de-Bataille mit einem Teil des weitläufigen Schlossparks

Das Schloss Le Champ-de-Bataille (französisch Château du Champ-de-Bataille) steht zwischen Le Neubourg und Sainte-Opportune-du-Bosc im Département Eure in der Normandie im Norden Frankreichs, inmitten der sogenannten Campagne du Neubourg, die im Westen durch den Fluss Risle und im Osten durch den Fluss Iton begrenzt wird.
Erste Teile der Anlage stehen seit Mai 1952 als Monument historique unter Denkmalschutz. Weitere Partien des Schlosses wurden 1971 und 1995 in die französische Denkmalliste aufgenommen.

## Geschichte
Bernhard der Däne gilt als der Stammvater des Hauses Harcourt, er war ein Gefolgsmann von Wilhelm Langschwert, dem Sohn Rollos. Viele Quellen behaupten, dass er an der Schlacht bei Sainte-Opportune-du-Bosc teilnahm, in der 935 Wilhelm Langschwert gegen Robert den Dänen kämpfte und die Champ-de-Bataille seinen Namen gab. Das ist jedoch historisch unwahrscheinlich, da Robert der Däne 1037 gestorben ist und somit 935 entweder sehr jung oder aber insgesamt weit über 100 Jahre alt geworden wäre. Deshalb gehen andere Quellen davon aus, dass diese Legende erfunden wurde und der Platz Champ-de-Bataille heißt, weil er einmal einem Herrn namens Bataille gehört hat.

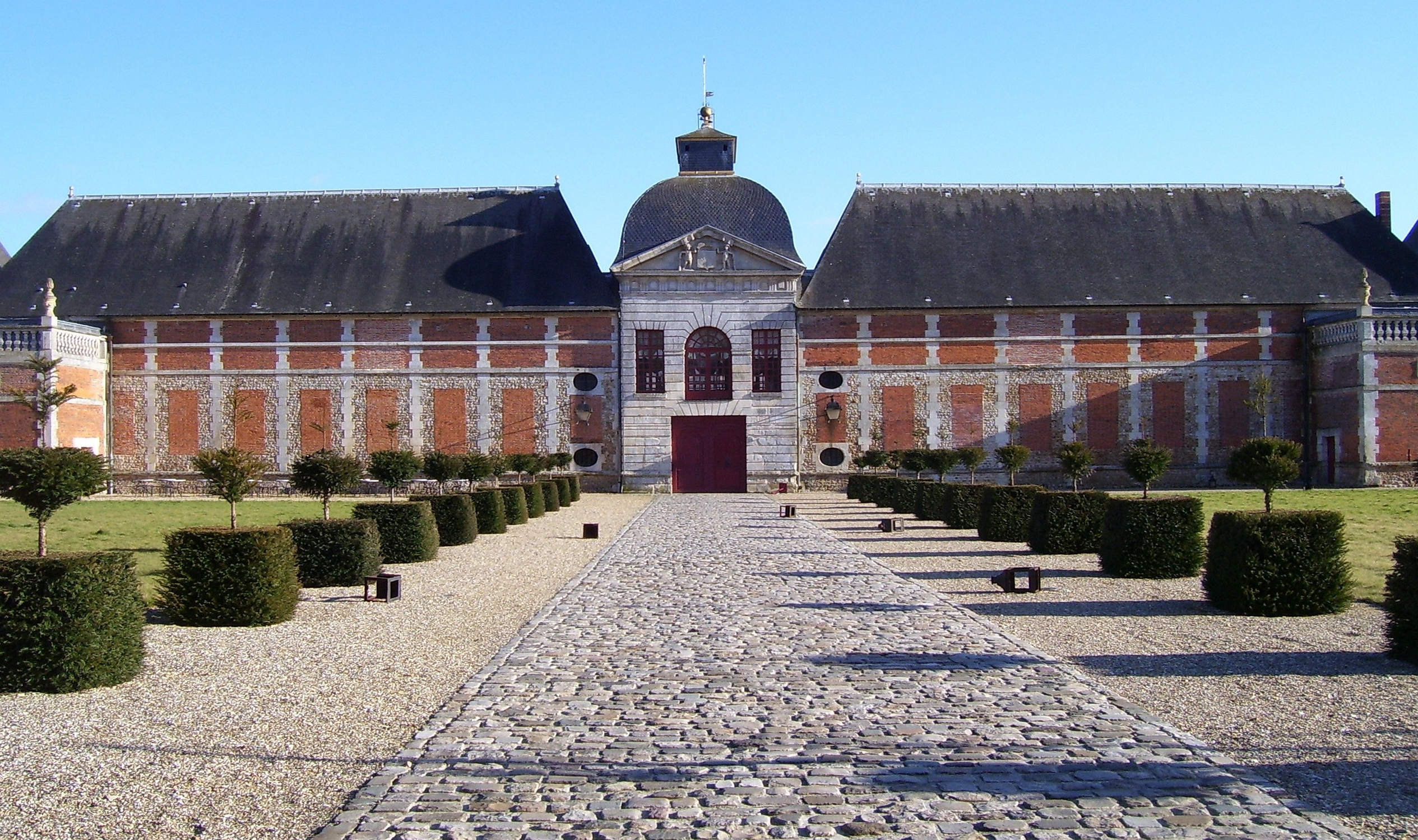
Eingang zum Schloss

Als die Mitglieder der Fronde 1650 von Jules Mazarin verhaftet oder in die Provinz geschickt wurden, war Graf Alexandre von Créquy-Bernieulle (1628–1703), einer der Freunde des Fürsten von Condé die in die Provinz geschickt wurden. Er ließ das Schloss Le Champ-de-Bataille zwischen 1653 und 1665 erbauen.
Nach dem Tode von Alexandre von Créquy-Bernieulle erbte dessen Neffe Gabriel-René, Marquis von Mailloc das Schloss. Er heiratete im Juli 1720 Claude-Lydie d’Harcourt, und nach seinem Tod 1724 fiel das Anwesen an seinen Neffen Anne-François d’Harcourt, Herzog von Beuvron (1727–1797).
Während der Französischen Revolution wurde das Schloss geplündert. 1802 war das Schloss noch im Besitz des Zweiges Beuvron der Familie Harcourt. Thomas Thornton schrieb damals über das Schloss, es sei schön und es sei ihm zum Kauf angeboten worden, aber es habe keine Wasserversorgung und deshalb wolle er es nicht. 1805 wurde es verkauft.
1903 wurde es vom Grafen Harcourt, dem direkten Nachfahren des Herzogs von Beuvron zurückgekauft. 1936 wurde es schon wieder verkauft und als Waisenhaus genutzt. Während des Zweiten Weltkriegs wurde es von britischen Truppen besetzt, dann von deutschen Truppen, um schließlich, nach der Befreiung, als Kriegsgefangenenlager zu dienen. 1948 wurde es vom Herzog Harcourt zurückgekauft, der es bis 1959 renovieren ließ. 1966 feierte die Familie Harcourt auf Schloss Champ-de-Bataille ihr tausendjähriges Bestehen seit dem ersten Harcourt, der den Familiennamen trug, Anquetil d’Harcourt.
1992 wurde das Schloss vom Architekten und Dekorateur Jacques Garcia gekauft, der die heutigen Gärten des Schlosses entworfen hat. Er erhielt den Henri-Texier-Preis für die Restaurierung und Möblierung des Schlosses.

## Bauwerk

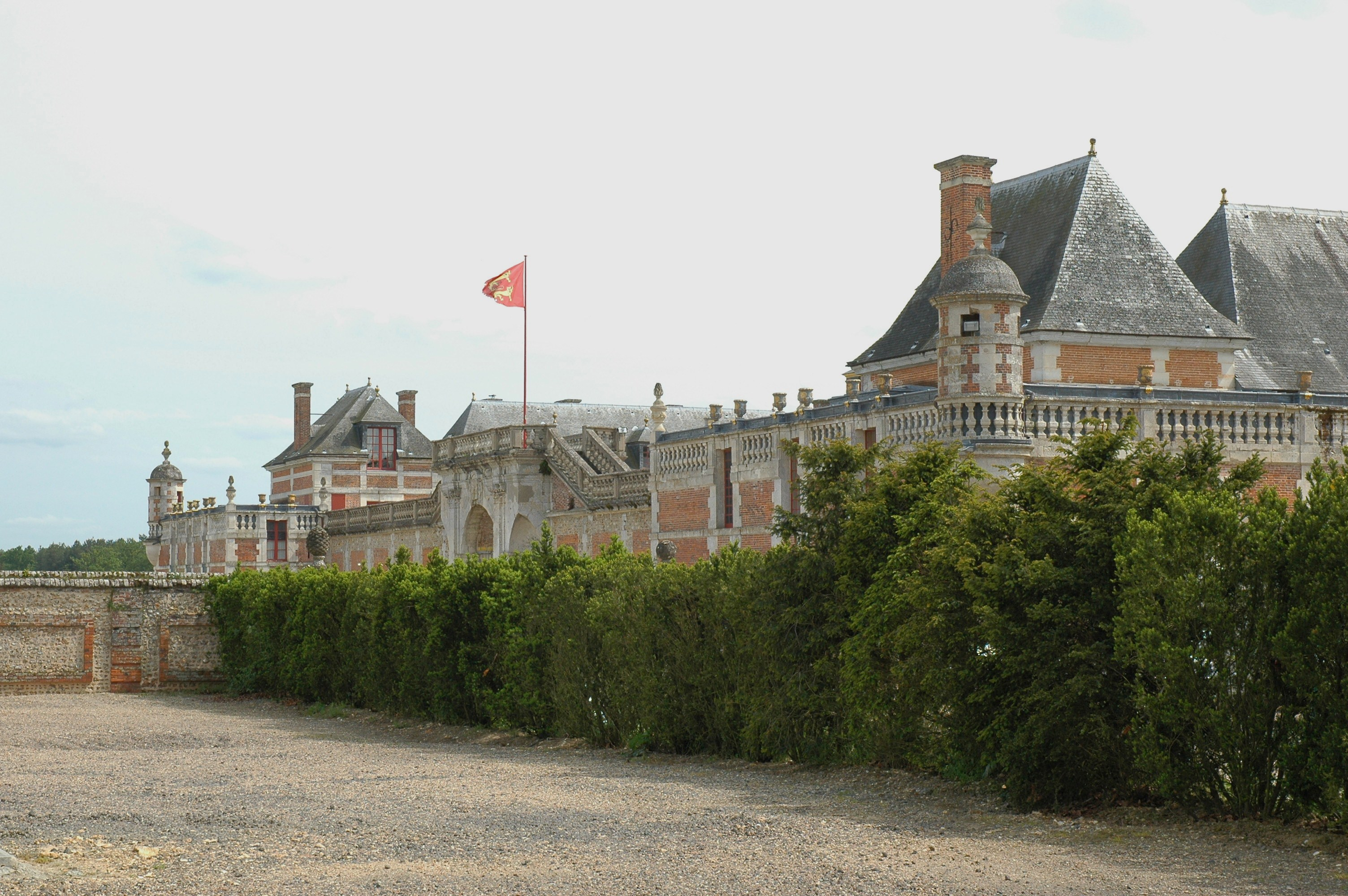
Nordostseite

Das Schloss wurde von Louis Le Vau entworfen, dem Architekten, der in den Jahren 1669/70 auch am Bau des Schloss Versailles beteiligt war. Es ist aus Stein und Backstein im Stil der ersten Hälfte des 17. Jahrhunderts erbaut. Auf zwei gegenüberliegenden Seiten des quadratischen Innenhofes steht jeweils ein fast 80 Meter langes Hauptgebäude, das von Pavillons flankiert wird, an deren Ecken kleine runde Türmchen angebracht sind. Diese parallelen Gebäude sind an einer Seite durch eine starke Mauer verbunden, die ebenfalls in Stein und Backstein erbaut ist. An der vierten Seite befindet sich eine Terrasse mit Balustraden an deren Ende man über eine Freitreppe in den Garten gelangt.
Die Innenausstattung wurde im neoklassizistischen Stil des späten 18. Jahrhunderts ausgeführt. Auch die sich über zwei Geschosse erstreckende Schlosskapelle mit ihrem ovalen Grundriss stammt aus dieser Zeit.

## Heutige Nutzung

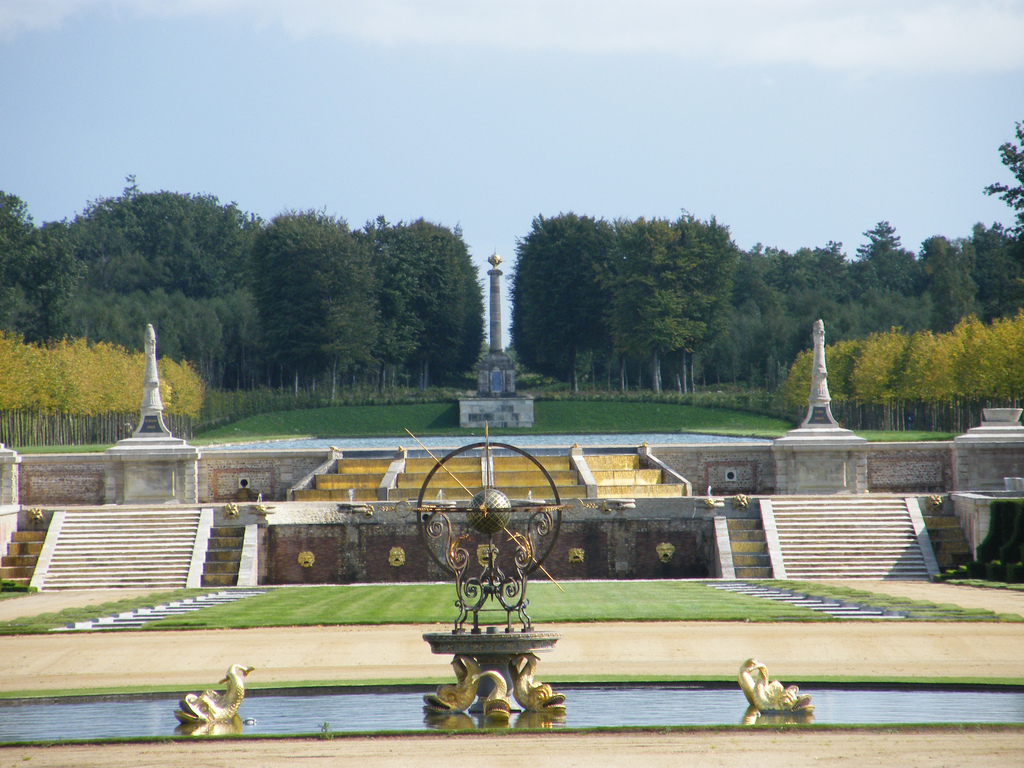
Jardin des dieux, der „Garten der Götter“

Die Innenräume des Schlosses, Garten und Park können entgeltlich besichtigt werden. Der Garten gehört zu den vom französischen Kulturministerium als „bemerkenswert“ prämierten Gärten (französisch: Jardin remarquable) und zu den durch den Concours des villes et villages fleuris gewählten schönsten Gärten Frankreichs. Der Park ist 17 Hektar groß. Der Garten ist als Barockgarten im Stil André Le Nôtres angelegt, mit Hainen, kunstvoll gestaltetem Parterre, Teichen und Alleen. Der Themengarten der Götter (Jardin des dieux) mit seiner „Säule des Zephyr“, dem „Eiskeller der Kybele“, den „Fackeln des Prometheus“ und der „Voliere des Aktaion“, wurde von der klassischen Mythologie inspiriert. Er ist von Kanälen mit Wasserspielen durchzogen. Im Garten finden im Juli und August Freiluftopernvorstellungen und Abendgesellschaften statt.
Die 18-Loch-Golfanlage Le Champ-de-Bataille, die der Stadt Neubourg gehört, liegt mit ihren 60 Hektar inmitten eines alten Waldes direkt am Schloss.